# Caryodendron orinocense
Caryodendron orinocense là một loài thực vật có hoa trong họ Đại kích. Loài này được H.Karst. mô tả khoa học đầu tiên năm 1860.

## Hình ảnh

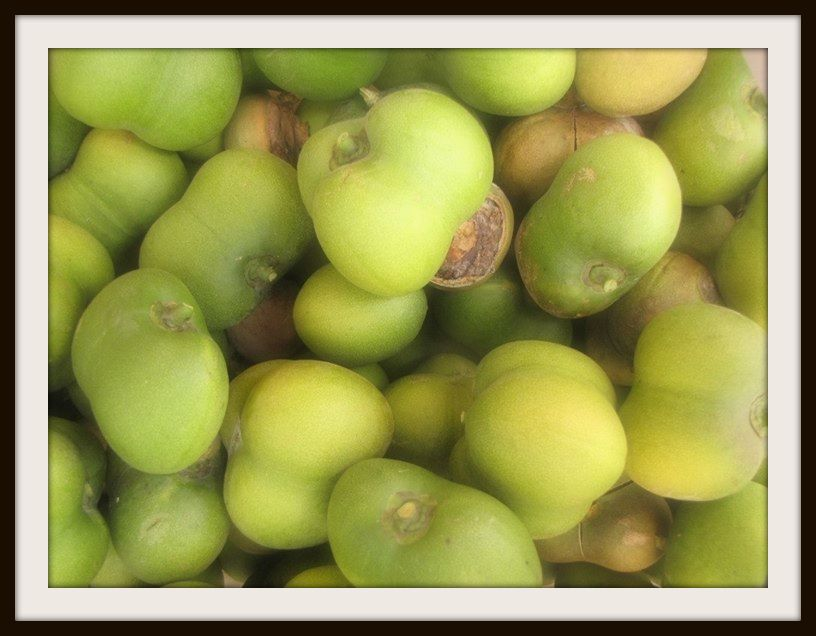